# RUHR Tower
Der RUHR Tower (ursprünglich Rheinstahl-Hochhaus, später Thyssen, ThyssenKrupp) gehört zu Essens ersten, nach dem Zweiten Weltkrieg errichteten Hochhäusern. Es befindet sich im Stadtteil Südviertel und steht seit 2015 unter Denkmalschutz.

## Geschichte

### Vorgängergebäude (Arenberghaus)
Auf dem Rheinstahl-Grundstück mit der einstigen Adresse Bismarckstraße 3 stand das zwischen 1914 und 1920 durch den Essener Architekten Edmund Körner errichtete Arenberghaus der Arenbergschen AG für Bergbau und Hüttenbetrieb. Dieses Unternehmen ging zum 1. Januar 1921 eine Interessengemeinschaft mit dem Unternehmen Rheinstahl ein, aus der wenig später eine vollständige Übernahme entstand. Das Arenberghaus war ab 1926 Sitz der Hauptverwaltung von Rheinstahl. Nach Bombenschäden im Zweiten Weltkrieg wurde es zunächst wieder aufgebaut. 1962 musste das Gebäude nach einem Dachstuhlbrand dem Ausbau des Ruhrschnellwegs weichen, da es in seine Trasse hineinragte. Als Ersatz wurde ein Jahr später das siebengeschossige Gebäude vor dem Rheinstahl-Hochhaus errichtet.

### Architektur

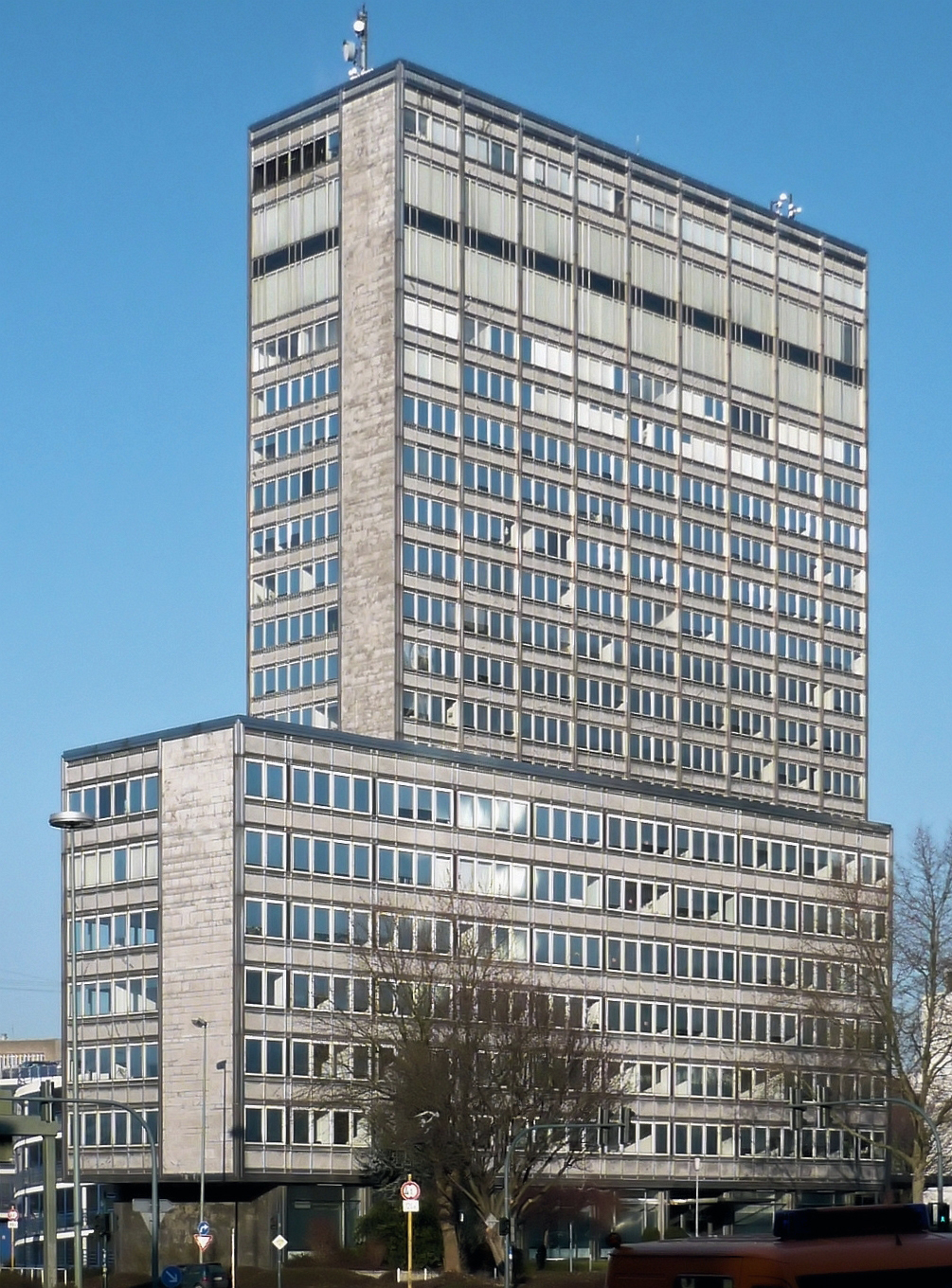
Thyssen-Hochhaus, 2009

In der Zeit des Wiederaufbaus nach dem Zweiten Weltkrieg plante die Stadt, den Stadtkern ohne Hochhäuser zu belassen. So wurden Randbereiche südlich der Innenstadt für Verwaltungsbauten und entsprechende Hochhäuser ausgewiesen. Bald sprach man von einem Hochhausgürtel, der Essen als Metropole des Ruhrgebiets darstellen sollte. Später gehörten die RWE-Gebäude und das Postscheckamt dazu.
Zunächst fand 1956 ein Wettbewerb zwischen zehn Architekten statt, die den Sitz des Stahlkonzerns Rheinstahl entwerfen sollten. Der Dortmunder Architekt Albert Peter Kleinwort erhielt den Zuschlag und war federführend bei Entwurf und Bauausführung. Zur endgültigen Planung und Ausführung wurde auch der Architekt Hanns Dustmann hinzugezogen. Am heutigen Standort wurde daraufhin eines der ersten Hochhäuser der Stadt Essen mit 22 Stockwerken und etwa 16.000 Quadratmetern Bürofläche errichtet. Bereits 1929 erhielt Essen mit dem Deutschlandhaus sein erstes Hochhaus, das mit seinen neun Etagen jedoch noch andere Dimensionen hat. 1960 folgte die Steag-Zentrale.
Das Rheinstahl-Hochhaus wurde mit Betonpfählen mit dem Felsgrund verbunden und besitzt ein torsionssteifes Hohlkasten-Fundament. Damit wirkte man möglichen Bergschäden entgegen, denn man vermutete, wie in vielen Bereichen im Stadtgebiet, alte Kohleflöze, die möglicherweise nicht richtig verfüllt worden sein könnten. 1958 begannen die Arbeiten zunächst mit der Errichtung eines Parkhauses mit Wendelrampe und etwa 170 Stellplätzen. Zudem gab es einst eine Tankstelle, eine Waschanlage und eine Werkstatt.
Die Grundsteinlegung für das Hochhaus im Stil der Nachkriegsmoderne fand im Oktober 1959 statt. Im Mai 1961 war das 76,9 Meter hohe Rheinstahl-Hochhaus mit 22 Etagen und drei Kellergeschossen bezugsfertig und wurde der Rheinstahl-AG übergeben. Es verfügt über rund 13.000 Quadratmeter Bürofläche und vier Personenaufzüge. Das Stahlskelett besitzt einen inneren Stahlbetonkern, in dem sich die Fahrstühle und Treppenhäuser befinden. Das überhöhte Erdgeschoss besitzt große Fensterflächen und den Haupteingang mit Flugdach. Die ersten 18 Etagen sind für Büros konzipiert worden. In der 19. Etage folgen vier Sitzungssäle und darüber, im 20. Obergeschoss, der Speisesaal. In der obersten, der 22. Etage, befinden sich das Kasino und die Küche.
1963 kam ein siebenstöckiger Verwaltungsbau mit rund 4000 Quadratmetern Bürofläche und zwei Personenaufzügen hinzu, für den zuvor 1962 das Arenbergsche Haus niedergelegt wurde. Dieses diente seit 1926 der Hauptverwaltung der Rheinischen Stahlwerke und musste dem Bau des Ruhrschnellweg-Tunnels und der damit einhergehenden oberirdischen Verbreiterung der Kruppstraße weichen. 1964 kam eine Verbindungsbrücke zwischen dem Hochhaus und dem siebengeschossigen Vorbau hinzu.

### Gebäudenutzung bis 2014
Anfangs verlagerte der nach dem Krieg neu geordnete Rheinstahl-Konzern mehrere Verwaltungseinheiten von Düsseldorf, Bottrop und Mülheim an der Ruhr nach Essen, was den Neubau des Rheinstahlhauses notwendig machte.
Rheinstahl entschied sich zum Errichten eines Hochhauses, da man nach Vorbild der Amerikaner eine effektivere Zusammenarbeit durch übereinanderliegende Büros erwartete und anstrebte. Entscheidend war ebenfalls die geringe Grundfläche für das Gebäude.
Nach Aktienübernahme durch die August-Thyssen-Hütte 1976 wurde das Rheinstahlhaus zum Thyssenhaus. Das Symbol des Rheinstahlbogens war nun durch den Namenszug Thyssen durchzogen. 1999 wurde die ThyssenKrupp AG gegründet und der Schriftzug Thyssen wurde durch die Kruppschen drei Ringe unter dem Rheinstahlbogen ersetzt.
Bis Mitte des Jahres 2014 verließen die Thyssen-Krupp-Sparte Materials Service sowie alle anderen Unternehmensteile das Thyssenhaus und zogen in das Thyssenkrupp-Hauptquartier im Westviertel, dessen zweiter Bauabschnitt kurz zuvor fertiggestellt worden war.
Die kleine, südöstlich des Rheinstahl-Hochhauses gelegene Stichstraße trug zunächst den Namen Am Rheinstahlhaus. Nachdem die Firma Thyssen ihren Sitz hier einnahm, wurde die Straße im Februar 1977 in Am Thyssenhaus umbenannt.

### Verkauf des Gebäudes 2015, Sanierung 2016/2017
Am 16. Juni 2015 teilte ThyssenKrupp mit, dass sie das einstige Rheinstahl-Hochhaus verkauft hat. Neuer Eigentümer wurde das Essener Beratungs-, Beteiligungs- und Vermittlungsunternehmen Fakt AG. Es hatte bereits die alte E.ON-Ruhrgas-Zentrale in Huttrop aufgekauft, saniert und unter dem Namen RUHR Turm vermietet.
Im April 2016 begannen im siebengeschossigen Vorbau die Sanierungsarbeiten durch den neuen Eigentümer, die Fakt AG. Das 22-stöckige Hauptgebäude folgte im Anschluss. Dabei erhielt der gesamte Gebäudekomplex eine neue Fassade in alter Optik mit gleicher Struktur und Linienführung. Dennoch wurden die Linien aus grauem Naturstein ersetzt. Die neue Fassade besteht aus Stahl, Glas und Aluminium.
Die Konferenz-Etage im 19. Stockwerk sowie das Foyer blieben erhalten. Sonst wurden alle Versorgungsleitungen ersetzt, der Brandschutz auf den aktuellen Stand gebracht und die Räume entsprechend den Vorstellungen neuer Nutzer neu zugeschnitten. Die mit insgesamt 25 Millionen Euro veranschlagte Sanierung sollte ursprünglich im Sommer 2017 beendet sein. Nachträglich aufgetretene Probleme beim Brandschutz und am inneren Stahlgerüst verzögerten die Fertigstellung um einige Monate und erhöhten die Kosten um rund zehn Prozent. Das Haus wurde jetzt Fakt Tower genannt.

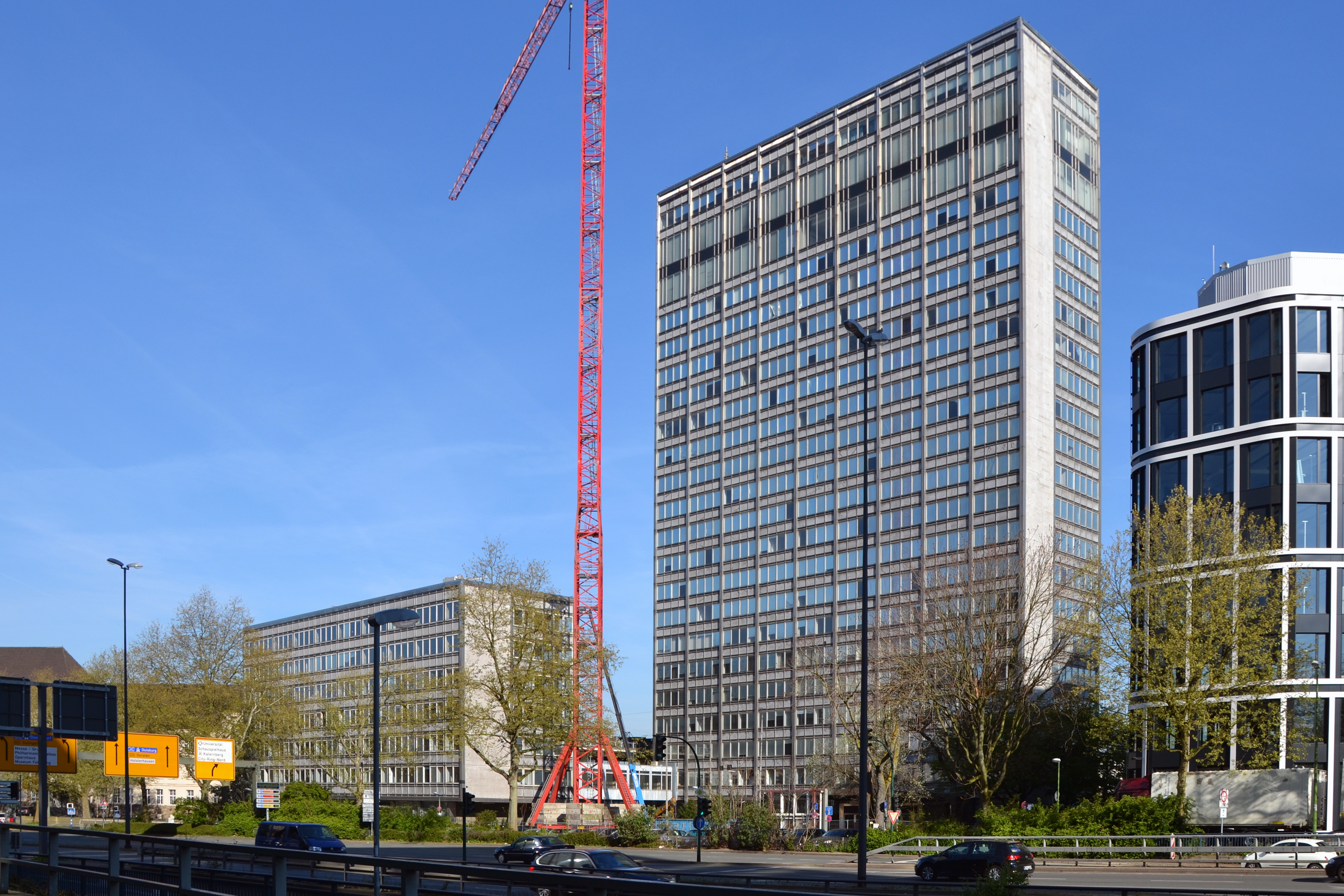
Umbau, Ansicht aus Südosten, September 2016
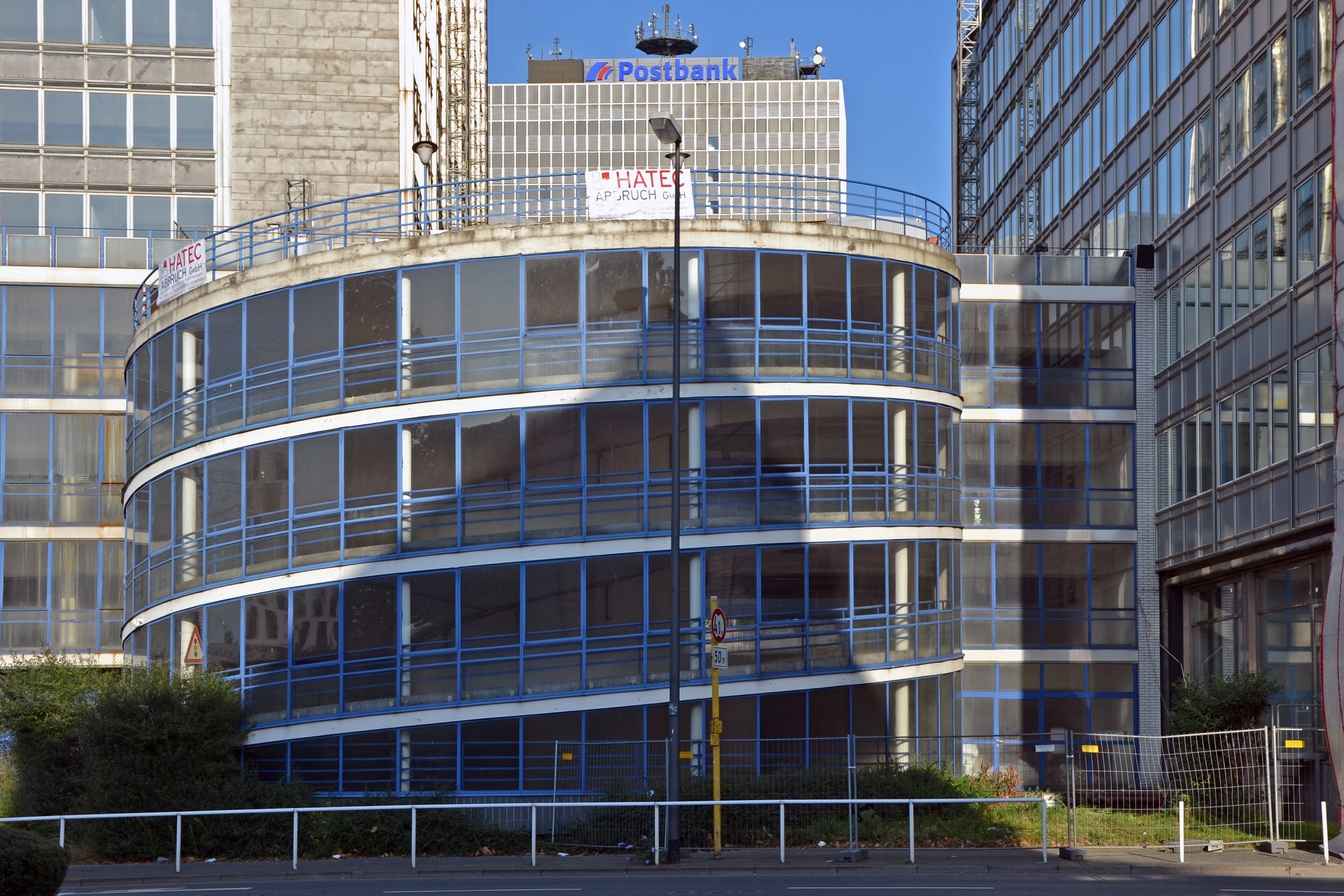
Parkhauszufahrt, September 2016
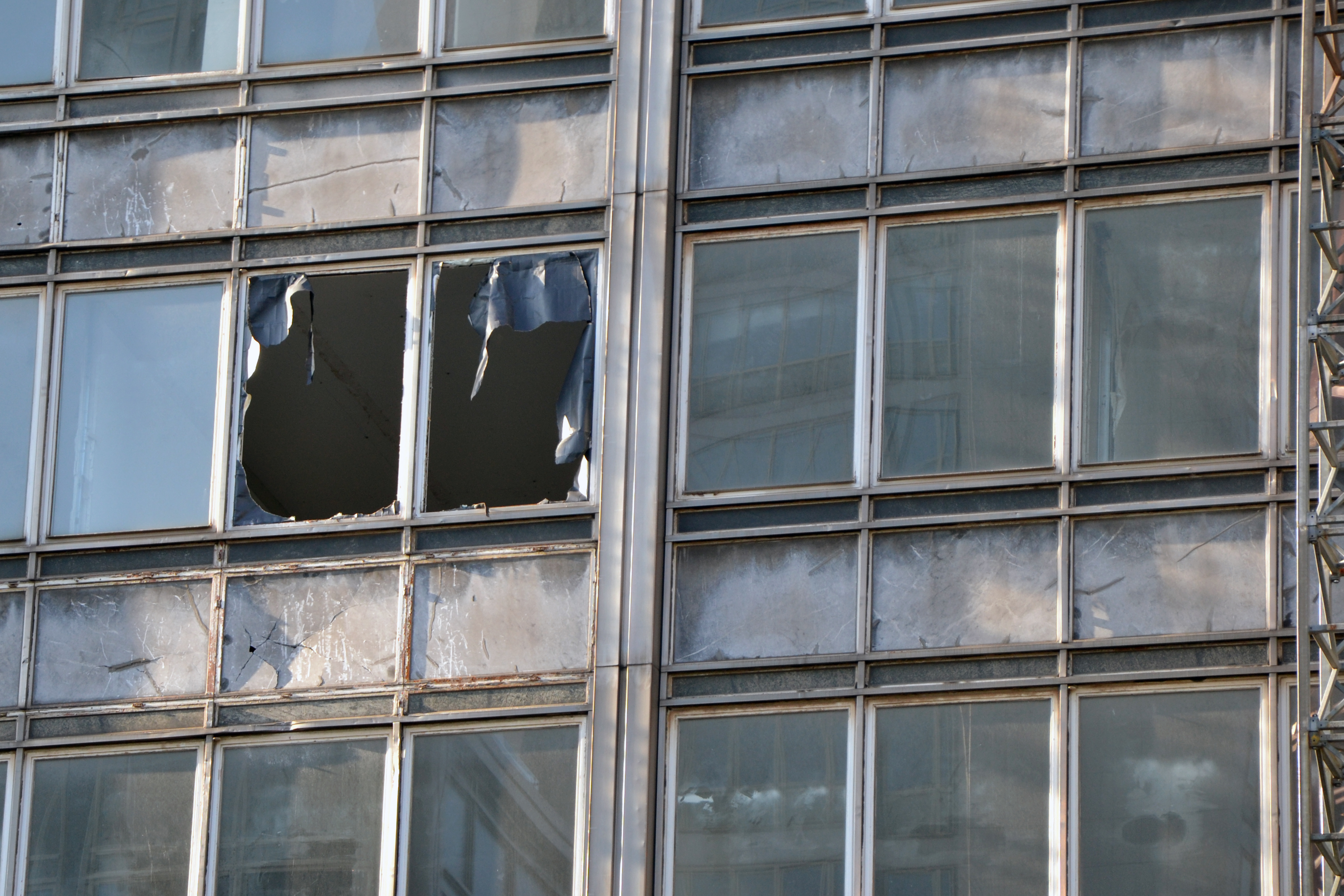
Alte Fassade am Haupthaus, September 2016
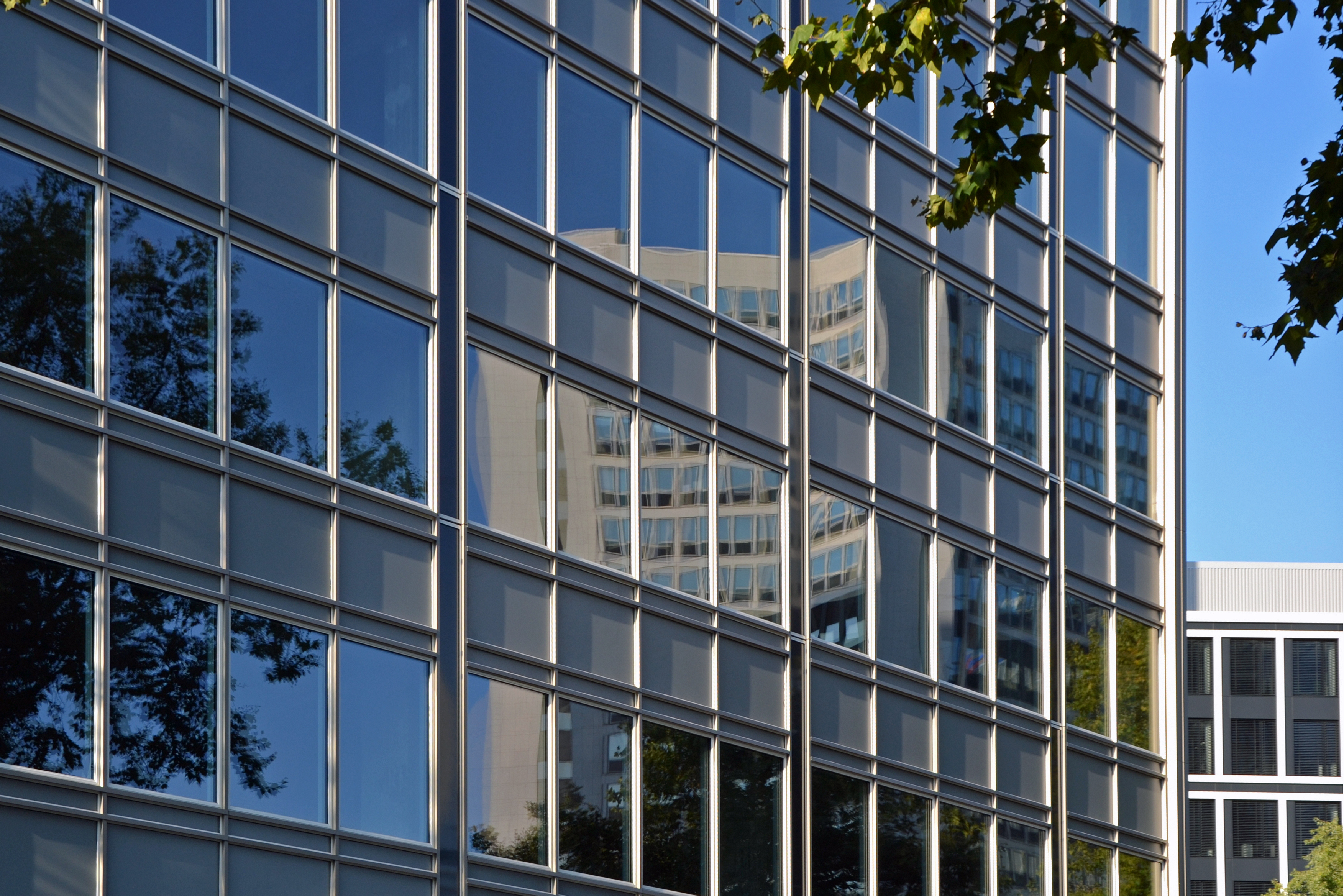
Neue Fassade am Vorbau, September 2016
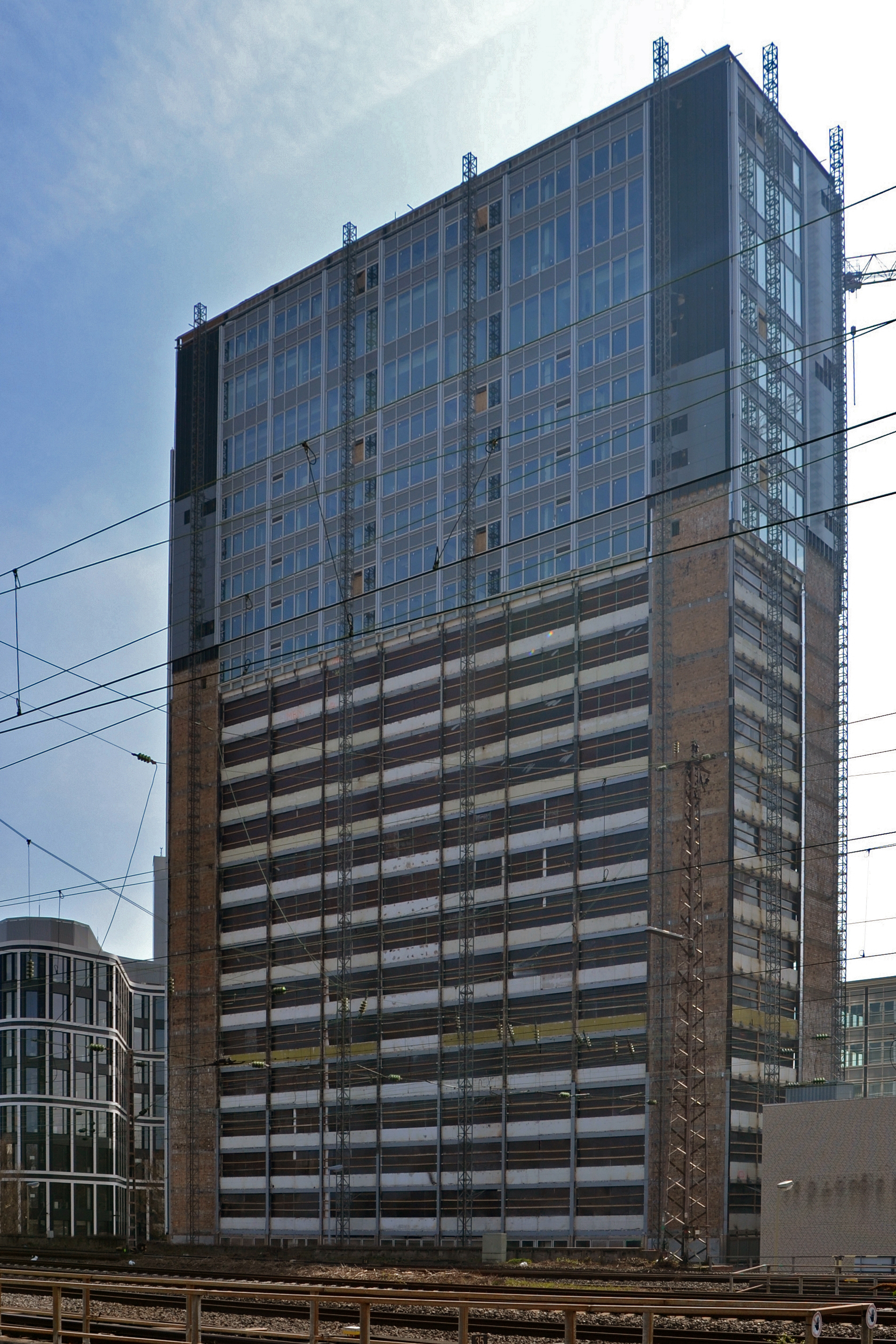
Umbau, Ansicht aus Nordwesten, März 2017

### Nutzung seit 2017, Verkauf 2019
Am 12. Januar 2017 gab die Geschäftsleitung Essen der Deutschen Bank auf ihrem Neujahrsempfang bekannt, dass sie im siebengeschossigen Vorbau des einstigen Rheinstahlhauses auf rund 1500 Quadratmetern Bürofläche eines von acht deutschen regionalen Beratungscentern mit über 100 Mitarbeitern einrichten wird. Die Eröffnung fand im Juli 2017 statt.
Im März 2017 wurde der Personaldienstleister Hays AG als neuer Mieter auf rund 630 Quadratmetern Bürofläche im Hochhaus bekannt.
Im November 2018 wurde der Gebäudekomplex, der zunächst als FAKT Tower vermarktet wurde, in RUHR Tower umbenannt. Dies sollte die Zusammengehörigkeit zum Essener RUHR Turm (ehemalige E.ON Ruhrgas-Konzernzentrale) in Essen-Huttrop und zugleich die internationale Ausrichtung gegenüber dem national ausgerichteten RUHR Turm unterstreichen.
Im September 2019 erfolgte der Verkauf des Bürohochhauses samt Vorbau und Tiefgarage durch die FAKT AG an die Wealthcap Kapitalverwaltungsgesellschaft mbH mit Sitz in München. Neuer Ankermieter wurde im Jahr 2019 der Coworking-Anbieter Design Offices. Die bisherige Eigentümerin Fakt AG hat im November 2022 einen Antrag auf Eröffnung eines Insolvenzverfahrens gestellt.